# Schlittschuh Club Langenthal
Lo Schlittschuh Club Langenthal, noto anche come SC Langenthal, è una squadra di hockey su ghiaccio con sede nella cittadina svizzera di Langenthal, nel Canton Berna. Fu fondata nel 1946. Milita nella Lega Nazionale B, seconda divisione del campionato svizzero. I colori sociali rispecchiano lo stemma comunale, giallo e blu. Le partite casalinghe vengono disputate presso l'Eishalle Schoren, che può contenere 4.320 spettatori.
Nel corso della sua storia la squadra ha conquistato due titoli di Lega Nazionale B e per quattro volte il titolo di Prima Lega nel girone Ovest.

## Storia
La squadra nacque nel 1946, nello stesso anno in cui nacque una delle rivali a livello cantonale, i SCL Tigers. Dopo aver trascorso quasi venti anni nelle divisioni minori, nella stagione 1963-1964 arrivò il primo successo in Prima Lega, ripetutosi a distanza di un decennio nel campionato 1973-1974. Dopo altri venti anni fra LNB e Prima Lega arrivò il terzo titolo nell'annata 1992-1993.
Dal 2002, anno della quarta promozione in LNB, la società milita regolarmente nella seconda divisione nazionale. Nel 2005 e nel 2006 riuscì a raggiungere le semifinali dei playoff, mentre nel campionato 2006-2007 il Langenthal concluse la stagione regolare al primo posto in classifica. Nella stagione 2011-2012 il Langental superando il Losanna in finale conquistò per la prima volta il titolo della Lega Nazionale B.

## Palmarès

### Competizioni nazionali
- Lega Nazionale B: 2

2011-2012
2016-2017
- Prima Lega: 4

1963-1964, 1973-1974, 1992-1993, 2001-2002